# Ансарі-Магаллє
Ансарі-Магаллє (перс. انصاري محله) — село в Ірані, у дегестані Паїн-Хіябан-е Літкух, у Центральному бахші, шагрестані Амоль остану Мазендеран. За даними перепису 2006 року, його населення становило 92 особи, що проживали у складі 21 сім'ї.

## Клімат
Середня річна температура становить 17,09 °C, середня максимальна – 31,29 °C, а середня мінімальна – 3,92 °C. Середня річна кількість опадів – 886 мм.
| Клімат поселення                              | Клімат поселення | Клімат поселення | Клімат поселення | Клімат поселення | Клімат поселення | Клімат поселення | Клімат поселення | Клімат поселення | Клімат поселення | Клімат поселення | Клімат поселення | Клімат поселення | Клімат поселення |
| Показник                                      | Січ.             | Лют.             | Бер.             | Квіт.            | Трав.            | Черв.            | Лип.             | Серп.            | Вер.             | Жовт.            | Лист.            | Груд.            |                  |
| Середній максимум, °C                         | 11,36            | 11,56            | 14,46            | 20,37            | 24,04            | 27,86            | 31,00            | 31,29            | 28,56            | 23,62            | 18,24            | 14,06            |                  |
| Середня температура, °C                       | 7,64             | 7,85             | 10,73            | 16,64            | 20,32            | 24,15            | 26,16            | 26,46            | 23,71            | 18,78            | 13,40            | 9,21             |                  |
| Середній мінімум, °C                          | 3,92             | 4,13             | 7,01             | 12,93            | 16,60            | 20,43            | 21,33            | 21,62            | 18,88            | 13,94            | 8,57             | 4,38             |                  |
| Норма опадів, мм                              | 93               | 72               | 62               | 31               | 28               | 25               | 23               | 51               | 97               | 156              | 132              | 116              |                  |
| Середньомісячна швидкість вітру, м/с          | 1.98             | 2.50             | 2.50             | 2.32             | 2.33             | 2.53             | 2.48             | 2.14             | 2.00             | 1.91             | 2.00             | 2.06             |                  |
| Середньомісячна сонячна радіація, кДж/м²·день | 8321             | 10406            | 12485            | 15800            | 19790            | 21628            | 21325            | 18783            | 15368            | 12025            | 9586             | 7814             |                  |
| --------------------------------------------- | ---------------- | ---------------- | ---------------- | ---------------- | ---------------- | ---------------- | ---------------- | ---------------- | ---------------- | ---------------- | ---------------- | ---------------- | ---------------- |
| Джерело:                                      |                  |                  |                  |                  |                  |                  |                  |                  |                  |                  |                  |                  |                  |